# Botrydiales
Ordre
Les Botrydiales sont un ordre d’algues de la classe des Xanthophyceae.

## Systématique
L'ordre des Botrydiales a été créé en 1922 par le botaniste et mycologue américain John Henry Schaffner (1866–1939),.

## Liste des familles
Selon AlgaeBase (16 mars 2022)
- Botrydiaceae Rabenhorst, 1863

## Publication originale
- (en) John H. Schaffner, « The classification of plants. XII. », The Ohio Journal of Science, Columbus, vol. 22,‎ 1922, p. 129–139 (ISSN 0030-0950 et 2471-9390, OCLC 1761139, lire en ligne).